# Marija Magdalena
"Marija Magdalena" var den låt som Kroatien tävlade med i Eurovision Song Contest 1999, och sjöngs på kroatiska av Doris Dragović.
Låten startade som nummer fyra ut (efter Spaniens Lydia med "No quiero escuchar" och före Storbritanniens Precious med "Say It Again"). När omröstningen var över hade låten fått 118 poäng, och slutade på en fjärdeplats av 23 bidrag.
När antalet länder som ville delta i tävlingen vid denna tid ökade, började man beräkna poäng från föregående år, som kvalificering. Då det kom fram att Dragović använde förinspelad musik (sång av manlig kör som inte fanns med på scenen), bestraffades Kroatien med att fråntas en tredjedel av genomsnittet. Det var dock för sent att dra av poäng från kvällens tävling.
Doris Dragović förklarade att om låten vann skulle hon spela in den på hebreiska.[källa behövs]

## Låtlista
1. Maria Magdalena (engelskspråkig version) - 3:03
2. Maria Magdalena (Originalversion) - 3:02
3. Maria Magdalena (instrumentalversion) 2:4

### Fotnoter
1. ↑  ”Listplacering”. http://swedishcharts.com/showitem.asp?interpret=Doris&titel=Maria+Magdalena&cat=s. Läst 11 maj 2011.